# Сен-Ке-Перрос
Сен-Ке-Перро́с (фр. Saint-Quay-Perros, брет. Sant-Ke-Perroz) — коммуна во Франции, находится в регионе Бретань. Департамент — Кот-д’Армор. Входит в состав кантона Перрос-Гирек. Округ коммуны — Ланьон.
Код INSEE коммуны — 22324.

## География
Коммуна расположена приблизительно в 430 км к западу от Парижа, в 155 км северо-западнее Ренна, в 60 км к северо-западу от Сен-Бриё.

## Население
Население коммуны на 2016 год составляло 1 309 человек.
| 1962 | 1968 | 1975 | 1982 | 1990 | 1999 | 2008 | 2016 |
| ---- | ---- | ---- | ---- | ---- | ---- | ---- | ---- |
| 502  | 569  | 892  | 1066 | 1375 | 1393 | 1462 | 1309 |

## Администрация
| Период | Период | Фамилия         | Партия                  | Примечания               |
| ------ | ------ | --------------- | ----------------------- | ------------------------ |
| 1995   | 2008   | Ролан Жеффруа   | Коммунистическая партия |                          |
| 2008   |        | Пьеррик Руссело | Вперёд, Республика!     | директор по эксплуатации |

## Экономика
В 2007 году среди 934 человек в трудоспособном возрасте (15—64 лет) 620 были экономически активными, 314 — неактивными (показатель активности — 66,4 %, в 1999 году было 65,0 %). Из 620 активных работали 557 человек (286 мужчин и 271 женщина), безработных было 63 (33 мужчины и 30 женщин). Среди 314 неактивных 74 человека были учениками или студентами, 166 — пенсионерами, 74 были неактивными по другим причинам.

## Достопримечательности
- Церковь, кладбище и дом приходского священника (XVII век). Исторический памятник с 1946 года[3]
- Галерея-мегалит (гробница коридорного типа) Крек-Кийе (эпоха неолита)

## Фотогалерея

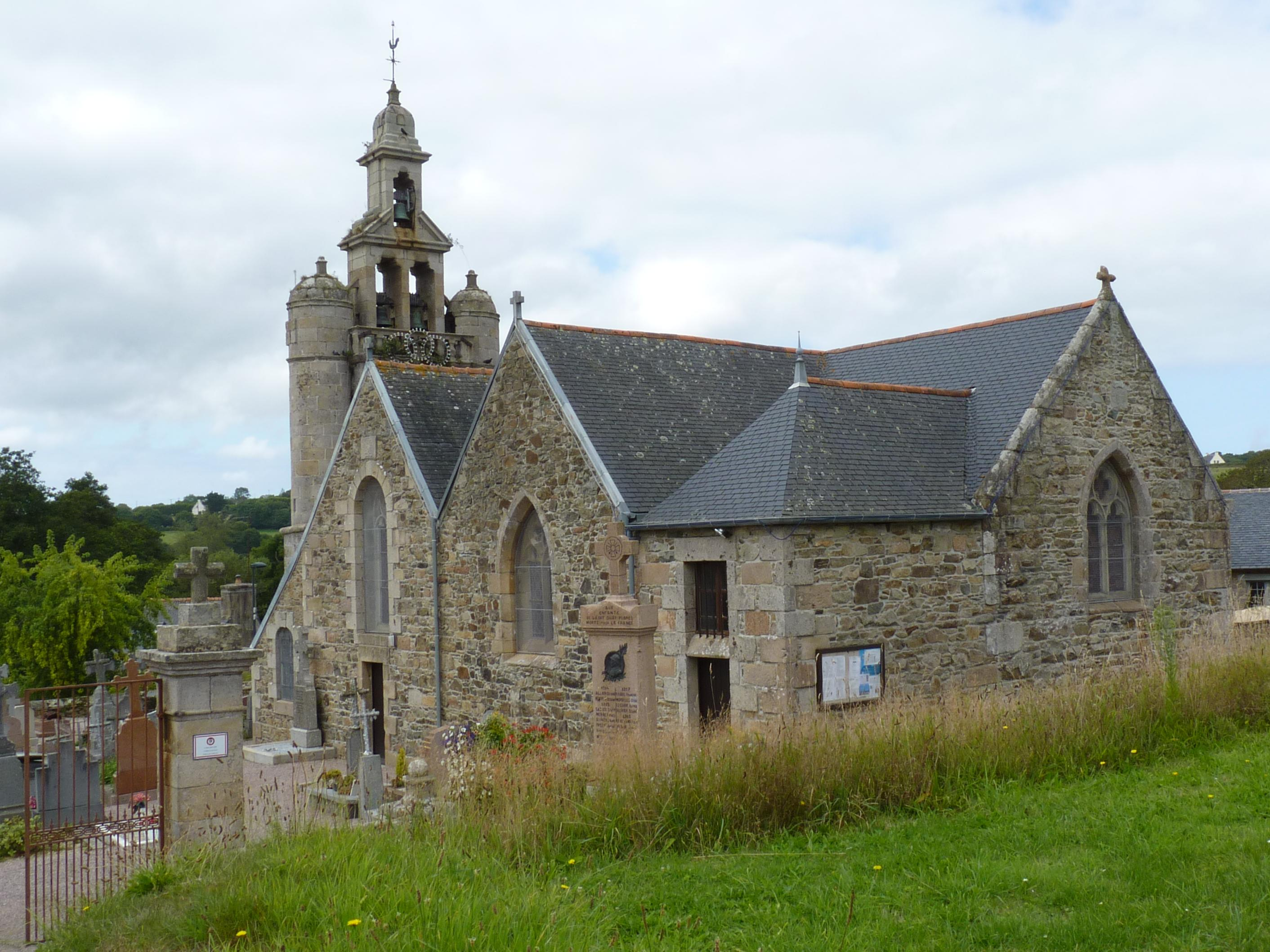
Церковь
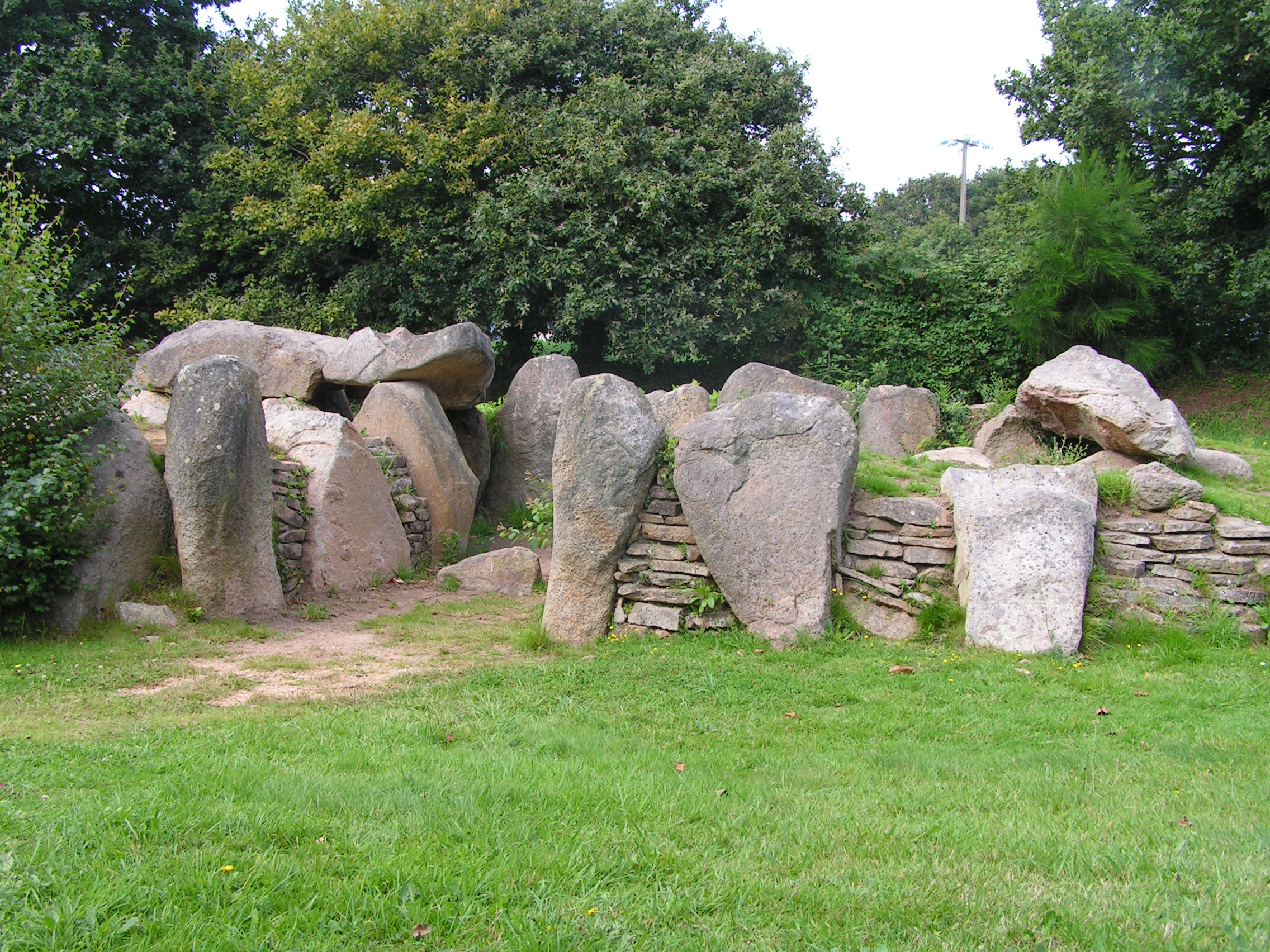
Галерея-мегалит
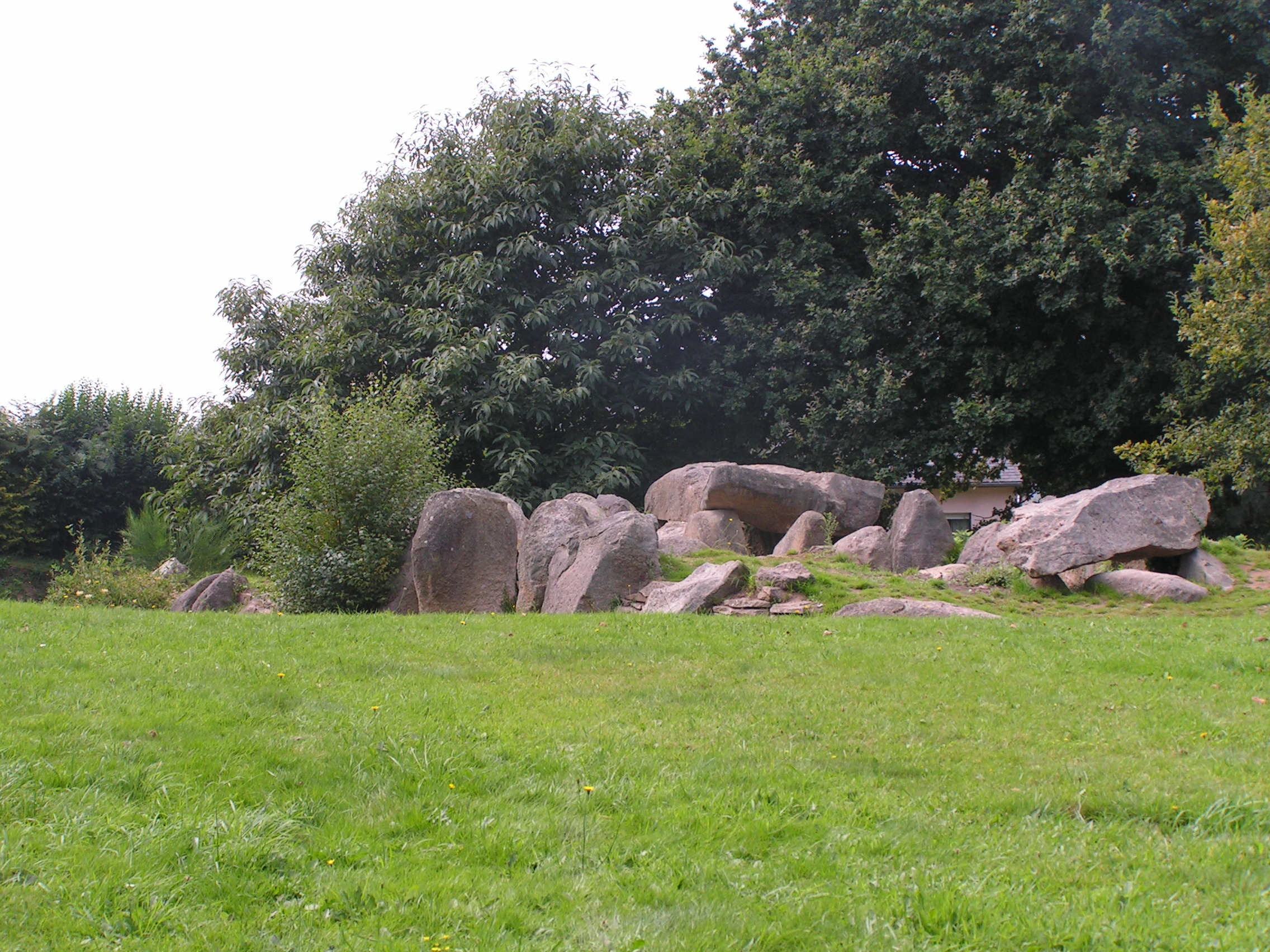
Галерея-мегалит
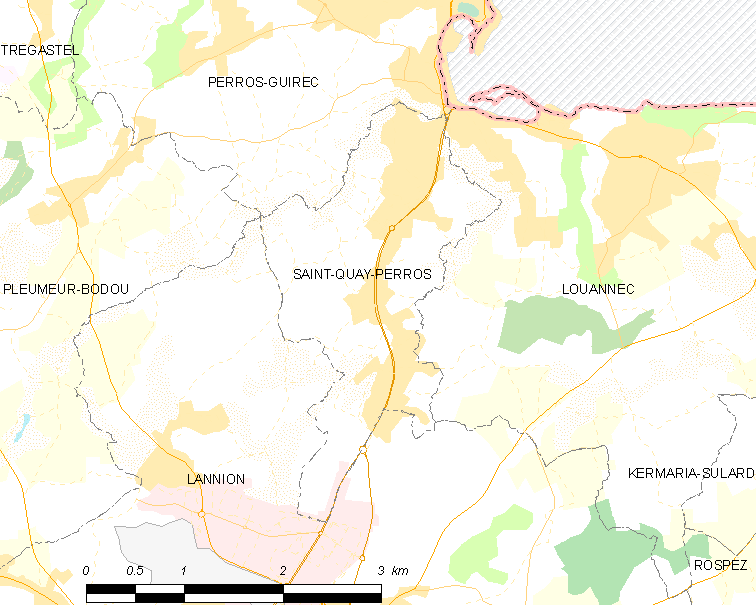
Карта коммуны